# Vajramitra
Vajramitra est le huitième empereur de l’empire Shunga, une dynastie qui s'étendit sur une période comprise entre 185 av. J.-C. et 73 av. J.-C. Il fut précédé par Ghoshavasu et Bhagabhadra lui succéda.

## Source
- (pt) Cet article est partiellement ou en totalité issu de l’article de Wikipédia en portugais intitulé « Vajramitra » (voir la liste des auteurs).